# Ichneumon heterocampae
Ichneumon heterocampae är en stekelart som först beskrevs av Joseph Augustine Cushman 1933.  Ichneumon heterocampae ingår i släktet Ichneumon och familjen brokparasitsteklar. Inga underarter finns listade i Catalogue of Life.